# Punski plamenac
Kratkoljuni plamenac ili Jamesov plamenac (lat. Phoenicoparrus jamesi) ili je vrsta plamenca usko povezana s žutonogim plamencom, s kojim zajedno čini rod Phoenicoparrus. Naseljava područje Anda.

## Opis
Kratkokljuni plamenac manji je od žutonogog plamenca. Visok je 90–92 cm. Ženka je u prosjeku 10 % manja od mužjaka. Težina i raspon krila nisu poznati. Ima jako dug vrat, koji se sastoji od 19 kralježaka. Kratkokljunog plamenca također karakteriziraju i jako duge noge. Noge su tamnocrvene boje. Koljeno nije vidljivo izvana, ali nalazi se na vrhu noge. Stopala su isprepletenih prstiju. Oko očiju je jarko crvena koža. Kod odraslih jedinki oči su žute boje. Kljun je svjetložute boje i ima crni vrh.

### Usporedbe s nekim plamencima
Jako nalikuje ostalim plamencima iz Južne Amerike, čileanskom i žutonogom plamencu. No, ipak postoje neke karakteristike po kojima se razlikuju. Čileanskom plamencu perje je više ružičaste boje, a kljun mu je dulji i nije žute boje. Žutonogom plamencu ima više crnog perja na krilima. Obe ptice imaju žuti kljun, samo žutonogom plamencu ima više crne boje na njemu. Razlika među njima je i u boji nogu, žutonogom plamencu samo ime kaže da su mu noge žute boje, dok su kratkokljunom plamencu tamnocrvene.

### Osjetila
Ima dobro razvijeno osjetilo sluha. Vokalizacija igra bitnu ulogu u tome da cijela skupina bude na okupu i da roditelji prepoznaju svoje mlade. Vid je jako dobro razvijen, te je bitan da se ptice mogu prepoznati u skupinama koje broje više od nekoliko tisuća ptica. Neki biolozi vjeruju da plamenci noću vide loše, ali ipak bolje od čovjeka. Kao i većina ptica, ova ptica dobro prepoznaje boje. Osjetilni organi na jeziku osiguuravaju da je hrana jestiva. Osjet okusa slabo je razvijen, kao i kod većine ptica, a ni osjetilo mirisa nije previše dobro razvijeno.

### Perje
Tek izlegnuti ptići su sive ili bijele boje. Dobivaju boju nakon 2 ili 3 godine. Aktivni sastojci koji ovoj ptici daju ružičastu boju su proteini alfa i beta-karotena. Prehrana bogata karotenom omogućuje im da dobiju obojeno perje. Odrasla jedinka ima 12 glavnih pera koja su potrebna za let na svakom krilu. Tijelo je prekriveno konturnim perjem koje štiti od propuštanja vode. Perje je blijedoružičaste boje, a ima crvene pruge. Vrlo malo crne boje može se vidjeti na krilima, na letnom perju. Nema dokaza o diferencijaciji boje između mužjaka i ženki.

## Prilagodbe

### Let
Iako su u zoološkom vrtu plamenci u nepokretnom stanju, kratkokljuni plamenac je u stanju letjeti. Ima specifično perje potrebno za let. To su jedina crna pera na njemu. Prije nego što poleti, napravi nekoliko koraka, pa počinje lepršati krilima. Kad se žele spustiti na tlo, usporavaju tako što prestaju lepršati krilima. Kad se spuste na tlo, potrče nekoliko koraka.  Kratkokljuni plamenac može letjeti 50–60 km/h. Ova mjerenja odnose se na selidbu cjelokupnog jata, ali postoje dokazi da zbog ograničenih područja u kojima se ova vrsta nalazi, ne seli se na velike udaljenosti, pa ne dostiže ovu brzinu na kraćim udaljenostima. Leti tako što su mu glava i vrat ispruženi prema naprijed, a noge se nalaze iza tijela. Oko 500–600 km leti svake noći između staništa.

### Plivanje
Duge noge kratkokljunom plamencu dopuštaju da uđe u duboku vodu. Isprepletena stopala podupiru ga kad hoda na blatnom području. Kad je voda izvan barskih dubina, pliva na površini vode dok se hrani. Nema dokaza da roni. Često se viđa u velikim skupinama kako pluta na površini vode.

### Spavanje
Kad se odmara, stavi noge ispod svog tijela, ili stoji na jednoj nozi. Lice mu je okrenuto prema vjetru. Tako zaustavlja prodiranje vjetra ili kiše u perje. Kad se odmara na jednoj nozi, može se vidjeti kako leprša natrag i naprijed u vjetar. Savijanjem noge ispod tijela čuva tjelesnu toplinu.

### Društvena struktura
Kratkokljuni plamenac jako je društvena ptica. Kolonije za gniježdenje od nekoliko jedinki jako su rijetke, a kolonije od nekoliko desetaka tisuća ptica vrlo su česte. Kada mladi postanu dovoljno veliki, skupljaju se u skupine "škole", koje se sastoje od 2 do 340 ptica u pratnji nekoliko odraslih jedinki. U prosjeku, u jednoj "školi" nalazi se 71 ptić.

## Ekologija

### Prehrana
Kratkokljuni plamenci svoje mlade hrane izlučevinom iz probavnog sustava, koja se dobiva regurgitacijom iz voljke odrasle ptice. To često nazivaju voljkino "mlijeko". Razlika u voljkinom "mlijeku" kratkokljunog i žutonogog plamenca je sastav prolaktina. I mužjaci i ženke su u mogućnosti hraniti ptiće.
Odrasli kratkokljuni plamenac od ptica ima najrazvijeniji sustav za filtriranje vode. Izvrsno je prilagođen sitnim česticama u odnosu na svoju veličinu tijela. Hrani se dijatomejama i drugim mikroskopskim algama. Kljun je neobično savijen prema dolje, u obliku slova S. Kljun je neobično savijen prema dolje, u obliku slova S. Andska jezera u kojima se hrani su uglavnom slatkovodna, ali ako naiđe na slanu vodu, u nosnicama ima solne žlijezde koje luče višak soli. U nekim slučajevima ovim pticama jedini izvor vode su kipući gejziri, pa se prilagodio i tako što ima sposobnost piti vodu koja se nalazi na temperaturi blizu vrelišta. Proces filtriranja vode počinje s jezikom koji je mekan i mesnat, te služi kao prolaz koji vodu i hranu dovodi direktno u sustav za filtriranje vode. Veličina dijatomeje koja prolazi kroz filtrirni sustav je 21-60 μm. Dijatomeje ove veličine uglavnom se nalaze uz rub vode, gdje ove ptice najčešće traže hranu. Ako nema dovoljno plutajućih lagi na rubu vode, ove ptice su u stanju koristiti svoja isprepletena stopala da privuku alge.

### Razmnožavanje i razvoj
Ciklus razmnožavanja kratkokljuni plamenac započinje u dobi od 6 godina, kada potpuno sazrije. Učestalost razmnožavanja je nepravilna, pa često se dogodi da preskoči godinu. Nije neobično da u isto vrijeme cijela kolonija sudjeluje u ritualima parenja. Ženka započinje parenje tako što otiđe u šetnju udaljena od skupine, a mužjak ide za njom. Ženka potom širi krila. Nakon toga mužjak se penje na nju. Ženka postavlja jedno jaje na nasipu u plitkoj vodi napravljenom od blata, štapova i drugih materijala iz okoliša. Oblik jajeta je ovalan, sličan onom kokošjem. Manje je nego kod drugih vrsta plamenaca. Mužjak i ženka inkubiraju jaje 26-31 dan prije nego što se izlegne ptić. Ptić probija jajetovu ljusku pomoću tzv. "zuba", keratinizirane strukture koja u potpunosti otpada nakon što se izlegne. Kad se izlegne, ptiću je kljun ravan i crven, perje mu je bijelo ili sivo, a noge su mu ružičaste. Oči su mu sive. Roditelji svoje mlade razlikuju od drugih po izgledu i vokalizaciji.

## Povijest i opasnosti za opstanak
1886. otkrivena je nova vrsta plamenca, koju je engleski odvjetnik i zoolog Philip Sclater nazvao Jamesov plamenac u Radovima zoološke udruge, u čast Harryju Berkeleyu Jamesu, velikom istraživaču i skupljaču životinja.
1924. vjerovalo se da je ta ptica izmurla, sve dok nije 1957. specijalna ekspedicija pronašla mješanu skupinu od nekoliko desetaka parova koja se sastojala od kratkokljunih i žutonogih plamenaca na slanom jezeru Laguna Colorada. Iduće godine, populacija ove ptice sastojala se od 5.000 do 7.000 parova.
1980-ih populacija je brojila čak 26.000 parova. Danas kratkokljuni plamenac ima oko 100.000 jedinki, i smatra se stabilnom vrstom, ali ranjivom. 85% populacije nalazi se na istoj lokaciji, Laguna Colorada. Na tom mjestu 1997. bilo je izlegnuto 10.500 mladih, ali iduće godine uspjeh je bio znatno manji, samo 1.260. Na Laguni Coloradi bila je jako uspješna 1999. i 2000., izleglo se 18.000 mladih.
U vlažnom rezervatu WWT Slimbridge nalaze se tri jedinke kratkokljunog plamenca, gdje su snijeli jaja, ali razmnožavanje nije uspješno prošlo. Tamo se nalaze zajedno s jedinkama žutonogog plamenca.
Kratkokljuni plamenac označen je kao niskorizična vrsta na IUCN-ovom Crvenom popisu ugroženih vrsta. Tako jeklasificiran zato što je populacija pretrpjela zbog iskorištavanja i smanjene kvalitete stabišta, ali od tada vrsta je pokazala poboljšanje, koje je posljedica manje opasnog okruženja.
Velika prijetnja su mu nestanak staništa, klimatske promjene i skupljanje jaja.

## Galerija
- U potrazi za hranom
- Iz profila
- Jato